# Decima (engine)
Decima is een game engine hoofdzakelijk ontwikkeld door Guerrilla Games. 
De engine werd oorspronkelijk ontwikkeld voor de PlayStation 4-spellen van Guerrilla Games, allereerst Killzone: Shadow Fall en daarna Horizon Zero Dawn. 
Tot de samenwerking met Kojima Productions in 2016 had de engine geen productnaam, maar werd daarna symbolisch omgedoopt naar Decima als referentie naar Dejima. Dejima was een Japans eiland in de tijd van het isolationistische sakoku-beleid, waar Nederland als enige Westers land handel met Japan mocht drijven. De naam staat symbool voor de positieve handelsrelatie tussen Nederland (Guerrilla) en Japan (Kojima).

## Spellen
| Release | Titel                          | Ontwikkelaar        | Platform               |
| ------- | ------------------------------ | ------------------- | ---------------------- |
| 2013    | Killzone: Shadow Fall          | Guerrilla Games     | PlayStation 4          |
| 2015    | Until Dawn                     | Supermassive Games  | PlayStation 4          |
| 2016    | Until Dawn: Rush of Blood      | Supermassive Games  | PlayStation 4          |
| 2016    | RIGS: Mechanized Combat League | Guerrilla Cambridge | PlayStation 4          |
| 2017    | Horizon Zero Dawn              | Guerrilla Games     | PlayStation 4, Windows |
| 2019    | Death Stranding                | Kojima Productions  | PlayStation 4, Windows |
| 2022    | Horizon Forbidden West         | Guerrilla Games     | PlayStation 5          |